# جورج درير
جورج درير (بالدنماركية: Georges Dreyer)‏ هو عالم أمراض دنماركي، ولد في 4 يوليو 1873 في شانغهاي في الصين، وتوفي في 17 أغسطس 1934.